# Achrophyllum haesselianum
Achrophyllum haesselianum là một loài Rêu trong họ Hookeriaceae. Loài này được (Matteri) Matteri mô tả khoa học đầu tiên năm 1979.